# Бойтина
Бойтина (словен. Bojtina) — поселення в общині Словенська Бистриця, Подравський регіон‎, Словенія.